# Thajsko na Letních olympijských hrách 2012
Thajsko se účastnilo Letní olympiády 2012. Zastupovalo ho 37 sportovců v 15 sportech.

## Medailisté
| Medaile | Jméno                | Sport     | Soutěž               |
| ------- | -------------------- | --------- | -------------------- |
| Stříbro | Phimsiri Sirikaewová | Vzpírání  | ženy 58 kg           |
| Stříbro | Kaeo Pongprayoon     | Box       | muži light flyweight |
| Bronz   | Chanatip Sonkham     | Taekwondo | ženy 49 kg           |